# Laura Kenney
Laura Kenney (ur. 27 czerwca 1985) – brytyjska lekkoatletka, specjalistka od długich dystansów.

## Osiągnięcia
- złoto mistrzostw Europy w biegach przełajowych (drużyna U-23, San Giorgio su Legnano 2006)
- złoty medal młodzieżowych mistrzostw Europy (bieg na 5000 m, Debreczyn 2007)
- srebro mistrzostw Europy w przełajach (drużynowo, Bruksela 2008)
- miejsca w pierwszej ósemce na wielu innych ważnych międzynarodowych imprezach, m.in. podczas mistrzostw Europy juniorów, mistrzostw świata juniorów, superligi drużynowych mistrzostw Europy oraz Światowego Finału IAAF.

## Rekordy życiowe
- bieg na 1500 m – 4:12,48 (2009)[1]
- bieg na 3000 m - 8:50,37 (2009)
- bieg na 5000 m - 15:26,96 (2008)